# 柯洛纳基广场

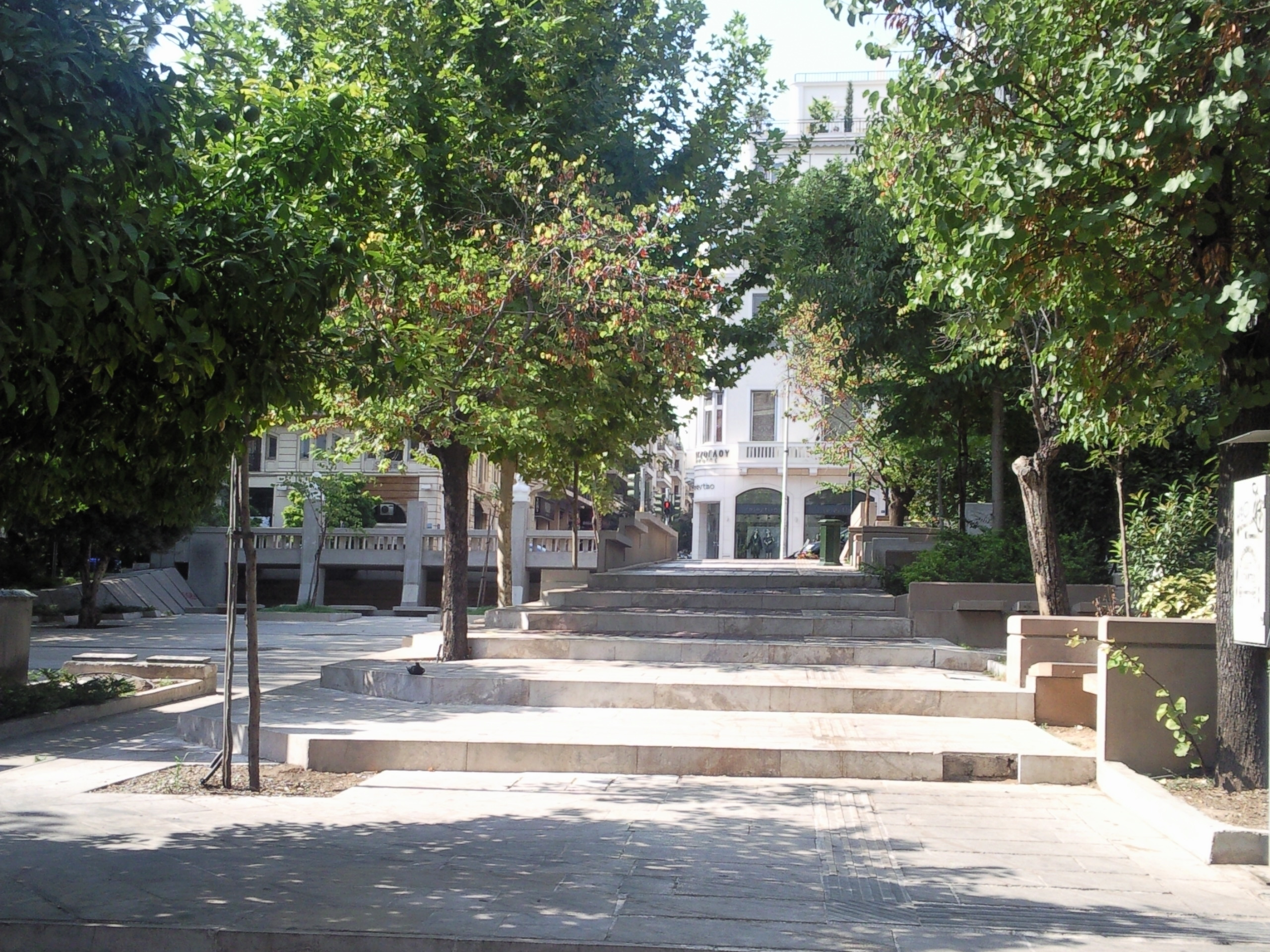
柯洛纳基广场

柯洛纳基广场（希腊语：Πλατεία Κολωνακίου）位于希腊雅典的中心。柯洛纳基得名于广场中心的小柱子；这个广场的正式现代名称是“友谊社广场”（希腊语：Πλατεία Φιλικής Εταιρείας；Plateia Filikis Etaireias），得名于支持希腊独立的友谊社。
柯洛纳基广场原来只是有一根柱子的一片开阔地（约1890年），后来种上了树，成为一个广场（约1895-1900年）。
该广场在Vassilissis Sofias 大道以西一个街区，进入广场，西南有 Kanari 街，东南有 Koumpari 街，东部有 Kapsali 街，北部有 Patriarchou Ioakeim 街，西北有 Anagnostopoulou 街，西部有 Tsakalof 和 Skoufa 街。在广场中心有一根古代小柱子，广场和区域都因此得名。这是一个注明的喝咖啡和观察行人的地点。
37°58′37″N 23°44′27″E / 37.9769°N 23.7409°E